# Dardo Pablo Blanc
Dardo Pablo Blanc (Santa Elena, 4 de julio de 1936 – Paraná, 10 de junio de 1999) fue un sindicalista y político argentino, perteneciente al Partido Justicialista que fue elegido  vicegobernador de la provincia de Entre Ríos en 1973, en fórmula con Enrique Tomás Cresto viéndose su mandato interrumpido por el Golpe de Estado del 24 de marzo de 1976.
Previo a su período en la vicegobernación, fue un gremialista del negocio de la carne y militante de la Unión de Estudiantes Secundarios (UES) durante el primer gobierno de Juan Domingo Perón, y estuvo detenido durante la dictadura cívico militar autodenominada Revolución Libertadora. Fue detenido dos veces tras su separación del cargo, en el marco del régimen del Proceso de Reorganización Nacional.
En 1983, casi ocho años después del golpe de Estado de 1976, fue candidato a gobernador de Entre Ríos por el PJ, resultando derrotado por Sergio Montiel. Se retiró la política unos años más tarde, falleciendo en junio de 1999.

## Biografía

### Trayectoria política
Nacido en la ciudad de Santa Elena, en el departamento homónimo, el 4 de julio de 1936, Blanc estuvo ligado al movimiento peronista desde la adolescencia. Durante el segundo mandato de Perón, militó en la Unión de Estudiantes Secundarios.
Tras el golpe de Estado de 1955, adhirió al levantamiento del general Juan José Valle de 1956, motivo por el cual fue encarcelado por el régimen de la Revolución Libertadora, siendo liberado tras la asunción de Arturo Frondizi como presidente electo.
Tras ser liberado, ingresó a trabajar al Frigorífico Bovril, donde comenzó su militancia gremialista. Fundó junto a otros dirigentes la Línea Verde y Blanca, por la que en 1960 resultó elegido Secretario General del gremio de la carne. En 1970, comisionado por sus compañeros, visitó a Perón durante su exilio en Madrid.

### Vicegobernador de Entre Ríos
Tuvo una participación destacada en el Partido Justicialista entrerriano. En 1973, de cara a las elecciones provinciales,  fue elegido candidato a vicegobernador dentro de la fórmula encabezada por Enrique Tomás Cresto, dentro del Frente Justicialista de Liberación (FREJULI). El binomio Cresto-Blanc resultó elegido en forma aplastante tras derrotar en segunda vuelta a la fórmula radical César Corte-José Rodríguez Artussi, con más del 63% de los votos. De este modo, Blanc asumió como vicegobernador el 25 de mayo. Fue un colaborador muy estrecho del gobernador Cresto durante su período en el cargo.
Fue detenido y separado de su cargo durante el golpe de Estado de 1976. Si saber lo que ocurría en el país, Blanc intentó oponer resistencia al golpe haciendo uso de una guardia personal, lo que llevó a que tanto él como Cresto sufrieran violentas agresiones de parte del comando golpista que tomó la casa de gobierno. Permanecería detenido hasta 1978.

### Fallida candidatura a Gobernador
Luego de ser liberado por segunda vez en 1978, se mantuvo activo en la militancia a pesar de la represión del régimen militar. En 1980 fue nuevamente detenido por participar en un acto político.
Con la caída de la dictadura y el llamado a elecciones, Blanc consiguió alcanzar el cargo de presidente del Partido Justicialista de Entre Ríos y, más tarde, convertirse en candidato a gobernador en las elecciones provinciales de 1983, con Armando Gay como compañero de fórmula. Si bien llevó a cabo una campaña vigorosa, recorriendo toda la provincia, la candidatura de Blanc se vio asfixiada por la falta de medios de comunicación que lo respaldaran, ante la supremacía radical en el manejo de la prensa provincial entrerriana. Esto provocó que debiera depender de la campaña nacional encabezada por Ítalo Lúder. Fue finalmente derrotado por Sergio Alberto Montiel, de la Unión Cívica Radical (UCR), por un margen de más de 42 000 sufragios.

### Vida posterior y fallecimiento
Tras su derrota, Blanc comenzó su alejamiento de la política, pero antes se aseguró de convocar a internas dentro del PJ entrerriano, dando inicio a la renovación peronista en la provincia.
A finales de la década de 1990, Blanc atravesaba severas dificultades económicas, y según palabras del exfuncionario peronista, Horacio Mori, habría muerto en la miseria de no ser por la intervención de varios amigos suyos. Falleció el 10 de junio de 1999.